# AEGON International 2009 - Qualificazioni singolare femminile
Le qualificazioni del singolare femminile dell'AEGON International 2009 sono state un torneo di tennis preliminare per accedere alla fase finale della manifestazione. I vincitori dell'ultimo turno sono entrati di diritto nel tabellone principale. In caso di ritiro di uno o più giocatori aventi diritto a questi sono subentrati i lucky loser, ossia i giocatori che hanno perso nell'ultimo turno ma che avevano una classifica più alta rispetto agli altri partecipanti che avevano comunque perso nel turno finale.
Le qualificazioni del torneo AEGON International  2009 prevedevano 32 partecipanti di cui 4 sono entrati nel tabellone principale.

## Teste di serie
1. María José Martínez Sánchez (ultimo turno)
2. Ekaterina Makarova (Qualificata)
3. Vera Duševina (Qualificata)
4. Lucie Hradecká (ultimo turno)

1. Nicole Vaidišová (secondo turno)
2. Ayumi Morita (primo turno)
3. Jarmila Groth (Qualificata)
4. Alla Kudrjavceva (primo turno)

## Qualificati
1. Jarmila Groth
2. Ekaterina Makarova

1. Vera Duševina
2. Urszula Radwańska

## Tabellone

### Legenda
| - Q = Qualificato - WC = Wild card - LL = Lucky loser | - ALT = Alternate - SE = Special Exempt - PR = Protected Ranking | - w/o = Walkover - r = Ritirato - d = Squalificato |

### Sezione 1
|  | Primo turno        | Primo turno                 | Primo turno                 | Primo turno | Primo turno |  |  | Secondo turno | Secondo turno               | Secondo turno               | Secondo turno | Secondo turno |   |   | Ultimo turno | Ultimo turno                | Ultimo turno                | Ultimo turno | Ultimo turno |  |
|  |                    |                             |                             |             |             |  |  |               |                             |                             |               |               |   |   |              |                             |                             |              |              |  |
|  | 1                  | María José Martínez Sánchez | María José Martínez Sánchez | 6           | 7           |  |  |               |                             |                             |               |               |   |   |              |                             |                             |              |              |  |
|  |                    | Emily Webley-Smith          | Emily Webley-Smith          | 0           | 6           |  |  | 1             | María José Martínez Sánchez | María José Martínez Sánchez | 7             | 6             |   |   |              |                             |                             |              |              |  |
|  | Cvetana Pironkova  | Cvetana Pironkova           | 5                           | 6           | 6           |  |  |               | Cvetana Pironkova           | Cvetana Pironkova           | 63            | 1             |   |   |              |                             |                             |              |              |  |
|  | Stéphanie Dubois   | Stéphanie Dubois            | 7                           | 4           | 4           |  |  |               |                             |                             |               |               |   |   | 1            | María José Martínez Sánchez | María José Martínez Sánchez | 4            | 3            |  |
|  | Akgul Amanmuradova | Akgul Amanmuradova          | 6                           | 2           | 7           |  |  |               |                             | 7                           | Jarmila Groth | Jarmila Groth | 6 | 6 |              |                             |                             |              |              |  |
|  | Hsieh Su-wei       | Hsieh Su-wei                | 4                           | 6           | 62          |  |  |               | Akgul Amanmuradova          | Akgul Amanmuradova          | 2             | 5             |   |   |              |                             |                             |              |              |  |
|  | 7                  | Jarmila Groth               | 3                           | 6           | 6           |  |  | 7             | Jarmila Groth               | Jarmila Groth               | 6             | 7             |   |   |              |                             |                             |              |              |  |
|  |                    | Marta Domachowska           | 6                           | 3           | 3           |  |  |               |                             |                             |               |               |   |   |              |                             |                             |              |              |  |

### Sezione 2
|  | Primo turno    | Primo turno            | Primo turno            | Primo turno | Primo turno |  |  | Secondo turno          | Secondo turno          | Secondo turno          | Secondo turno          | Secondo turno          |   |   | Ultimo turno | Ultimo turno       | Ultimo turno       | Ultimo turno | Ultimo turno |  |
|  |                |                        |                        |             |             |  |  |                        |                        |                        |                        |                        |   |   |              |                    |                    |              |              |  |
|  | 2              | Ekaterina Makarova     | Ekaterina Makarova     | 6           | 7           |  |  |                        |                        |                        |                        |                        |   |   |              |                    |                    |              |              |  |
|  |                | Georgie Stoop          | Georgie Stoop          | 4           | 62          |  |  | 2                      | Ekaterina Makarova     | Ekaterina Makarova     | 6                      | 6                      |   |   |              |                    |                    |              |              |  |
|  | Katie O'brien  | Katie O'brien          | 7                      | 4           | 6           |  |  |                        | Katie O'brien          | Katie O'brien          | 4                      | 2                      |   |   |              |                    |                    |              |              |  |
|  | Naomi Broady   | Naomi Broady           | 5                      | 6           | 4           |  |  |                        |                        |                        |                        |                        |   |   | 2            | Ekaterina Makarova | Ekaterina Makarova | 6            | 6            |  |
|  | Tat'jana Puček | Tat'jana Puček         | Tat'jana Puček         | 6           | 3           |  |  |                        |                        |                        | Lourdes Domínguez Lino | Lourdes Domínguez Lino | 2 | 4 |              |                    |                    |              |              |  |
|  | Sania Mirza    | Sania Mirza            | Sania Mirza            | 4           | 2r          |  |  | Tat'jana Puček         | Tat'jana Puček         | Tat'jana Puček         | 3                      | 4                      |   |   |              |                    |                    |              |              |  |
|  |                | Lourdes Domínguez Lino | Lourdes Domínguez Lino | 7           | 0           |  |  | Lourdes Domínguez Lino | Lourdes Domínguez Lino | Lourdes Domínguez Lino | 6                      | 6                      |   |   |              |                    |                    |              |              |  |
|  | 8              | Alla Kudrjavceva       | Alla Kudrjavceva       | 5           | 0r          |  |  |                        |                        |                        |                        |                        |   |   |              |                    |                    |              |              |  |

### Sezione 3
|  | Primo turno            | Primo turno            | Primo turno      | Primo turno | Primo turno |  |  | Secondo turno | Secondo turno    | Secondo turno    | Secondo turno | Secondo turno |   |   | Ultimo turno | Ultimo turno  | Ultimo turno  | Ultimo turno | Ultimo turno |  |
|  |                        |                        |                  |             |             |  |  |               |                  |                  |               |               |   |   |              |               |               |              |              |  |
|  | 3                      | Vera Duševina          | Vera Duševina    | 6           | 6           |  |  |               |                  |                  |               |               |   |   |              |               |               |              |              |  |
|  |                        | Jocelyn Rae            | Jocelyn Rae      | 4           | 2           |  |  | 3             | Vera Duševina    | Vera Duševina    | 6             | 6             |   |   |              |               |               |              |              |  |
|  | Jill Craybas           | Jill Craybas           | 6                | 2           | 7           |  |  |               | Jill Craybas     | Jill Craybas     | 0             | 2             |   |   |              |               |               |              |              |  |
|  | Virginia Ruano Pascual | Virginia Ruano Pascual | 3                | 6           | 6           |  |  |               |                  |                  |               |               |   |   | 3            | Vera Duševina | Vera Duševina | 6            | 6            |  |
|  | Melanie South          | Melanie South          | 4                | 7           | 6           |  |  |               |                  |                  | Melanie South | Melanie South | 4 | 2 |              |               |               |              |              |  |
|  | Varvara Lepchenko      | Varvara Lepchenko      | 6                | 5           | 2           |  |  |               | Melanie South    | Melanie South    | 6             | 6             |   |   |              |               |               |              |              |  |
|  | 5                      | Nicole Vaidišová       | Nicole Vaidišová | 7           | 6           |  |  | 5             | Nicole Vaidišová | Nicole Vaidišová | 3             | 3             |   |   |              |               |               |              |              |  |
|  |                        | Edina Gallovits        | Edina Gallovits  | 5           | 3           |  |  |               |                  |                  |               |               |   |   |              |               |               |              |              |  |

### Sezione 4
|  | Primo turno       | Primo turno       | Primo turno       | Primo turno | Primo turno |  |  | Secondo turno     | Secondo turno     | Secondo turno     | Secondo turno     | Secondo turno |    |   | Ultimo turno | Ultimo turno   | Ultimo turno | Ultimo turno | Ultimo turno |  |
|  |                   |                   |                   |             |             |  |  |                   |                   |                   |                   |               |    |   |              |                |              |              |              |  |
|  | 4                 | Lucie Hradecká    | 4                 | 7           | 7           |  |  |                   |                   |                   |                   |               |    |   |              |                |              |              |              |  |
|  |                   | Vania King        | 6                 | 62          | 64          |  |  | 4                 | Lucie Hradecká    | Lucie Hradecká    | 6                 | 6             |    |   |              |                |              |              |              |  |
|  | Evgenija Rodina   | Evgenija Rodina   | Evgenija Rodina   | 6           | 6           |  |  |                   | Evgenija Rodina   | Evgenija Rodina   | 3                 | 2             |    |   |              |                |              |              |              |  |
|  | Karolina Šprem    | Karolina Šprem    | Karolina Šprem    | 4           | 2           |  |  |                   |                   |                   |                   |               |    |   | 4            | Lucie Hradecká | 4            | 7            | 3            |  |
|  | Galina Voskoboeva | Galina Voskoboeva | 4                 | 6           | 6           |  |  |                   |                   |                   | Urszula Radwańska | 6             | 64 | 6 |              |                |              |              |              |  |
|  | Marija Korytceva  | Marija Korytceva  | 6                 | 2           | 3           |  |  | Galina Voskoboeva | Galina Voskoboeva | Galina Voskoboeva | 4                 | 4             |    |   |              |                |              |              |              |  |
|  |                   | Urszula Radwańska | Urszula Radwańska | 6           | 6           |  |  | Urszula Radwańska | Urszula Radwańska | Urszula Radwańska | 6                 | 6             |    |   |              |                |              |              |              |  |
|  | 6                 | Ayumi Morita      | Ayumi Morita      | 3           | 1           |  |  |                   |                   |                   |                   |               |    |   |              |                |              |              |              |  |